# منزل عبد الرحمان
منزل عبد الرحمان إحدى مدن الجمهورية التونسية، بلدية تقع في معتمدية منزل جميل من ولاية بنزرت، 4 كلم إلى الجنوب الغربي من مدينة بنزرت على الضفة الشمالية لبحيرة بنزرت (المزّوقة).

## تاريخ
لمنزل عبد الرحمان تاريخ حافل بالأحداث، وتعتبر هذه القرية من القرى الأندلسية الرئيسية بشمال إفريقيا، إذ استقرت بها عديد العائلات الموريسكية التي هربت من جحيم المجازر الكاثوليكية إبان محاكم التفتيش في القرن الخامس عشر ميلادي. يوجد بمنزل عبد الرحمان مسجد جامع يعود إلى القرن السابع عشر ميلادي (جامع الهدى أو ما يعرف بجامع البطحاء) كما تشتهر منزل عبد الرحمان بكثرة مقامات الأولياء الصالحين وأشهرهم على الإطلاق الولي الصالح سيدي علي الحشاني الكائن على ضفاف بحيرة المزوقة جنوب غربي المدينة.
تأسست بلدية منزل عبد الرحمان سنة 1960. تحتوي منزل عبد الرحمان على مركب جامعي وقطب تكنولوجي في التغذية.
'التربية بمنزل عبد الرحمان'
لهذه القرية تقليد راسخ في العلم منذ بدايات القرن العشرين و هو ما تجسد في افتتاح المدرسة الابتدائية بن رشيق (أكتوبر 1917) و بعث نواة المكتبة العمومية التي كانت توجد في مقر منظمة التربية و الأسرة الكائن بزاوية سيدي عبد القادر. و من مظاهر هذا التقليد الراسخ أيضا كوكبة العلماء الزيتونيين من أهالي منزل عبد الرحمان، القرية التي لم يبلغ تعداد سكانها 5 ألاف ساكن إلا في أواخر 1959، و الذين نذكر منهم على سبيل الذكر لا الحصر : الشيوخ الحطاب سجين، حسن مراد، علي مراد، حميّد بن فرج، عزوز الحاج سالم، حمادي بوصندل، الحبيب بن هولة، رشيد المجاهد، حميّد بن عزوز المنصف مستورة و ءَاخرون.

## الرياضة
اسم فريق كرة القدم المحلي الموج الرياضي بمنزل عبد الرحمان وهو ينشط في القسم الرابع في البطولة التونسية (2009-2010).

## أعلام
- مجد مستورة